# Ragnhild Mowinckel
Ragnhild Lillehagen Mowinckel (Molde, 12 de septiembre de 1992) es una deportista noruega que compitió en esquí alpino.
Participó en tres Juegos Olímpicos de Invierno, obteniendo dos medallas de plata  en Pyeongchang 2018, en el descenso y el eslalon gigante, el sexto lugar en Sochi 2014 (combinada) y el quinto en Pekín 2022 (eslalon gigante).
Ganó dos medallas de bronce en el Campeonato Mundial de Esquí Alpino, en los años 2019 y 2023. En la Copa del Mundo consiguió cuatro victorias y catorce podios en total.

## Palmarés internacional
| Juegos Olímpicos   | Juegos Olímpicos             | Juegos Olímpicos  | Juegos Olímpicos |
| Año                | Lugar                        | Medalla           | Prueba           |
| ------------------ | ---------------------------- | ----------------- | ---------------- |
| 2018               | Pyeongchang (Corea del Sur)  | Medalla de plata  | Descenso         |
| 2018               | Pyeongchang (Corea del Sur)  | Medalla de plata  | Eslalon gigante  |
| Campeonato Mundial |                              |                   |                  |
| Año                | Lugar                        | Medalla           | Prueba           |
| 2021               | Cortina d'Ampezzo (Italia)   | Medalla de bronce | Combinada        |
| 2023               | Courchevel/Méribel (Francia) | Medalla de bronce | Eslalon gigante  |